# Schwedter Querfahrt
Die Schwedter Querfahrt (ältere Bezeichnung: Nipperwieser Querfahrt) ist ein Seitenarm der Ostoder. Sie war ursprünglich Teil der alten Oder vor dem Bau der Hohensaaten-Friedrichsthaler Wasserstraße und ist jetzt ein wichtiger Verbindungsarm, der vollständig im Nationalpark Unteres Odertal liegt.
Die Schwedter Querfahrt wurde 1925 zwischen Schwedt/Oder und Nipperwiese als Verbindungskanal mit der Schleuse Schwedt angelegt, da der Wasserspiegel der Hohensaaten-Friedrichsthaler Wasserstraße hier etwa 40 cm unterhalb des Oderlaufs liegt. Sie ist Teil der Havel-Oder-Wasserstraße. Entgegen dem tatsächlichen Höhenunterschied gilt die Fahrt eines Schiffes Richtung Schwedt als Bergfahrt.